# Поколюбичі
Поколюбичі (біл. Пакалюбічы) — агромістечко, центр Поколюбицької сільської ради Гомельського району Гомельської області Республіки Білорусь.

## Географія

### Розташування
За 1 км на північний схід від Гомеля.

## Гідрографія
На сході — меліоративні канали.

## Транспортна мережа
На автодорозі Вітка — Гомель. Планування складається з 4 паралельних між собою вулиць, орієнтованих із південного заходу на північний схід. До них на півночі приєднуються 2 паралельні між собою вулиці. Забудова здебільшого дерев'яна садибного типу.

## Історія

### Археологічні розкопки
Виявлене археологами городище (II століття до н. е. — II століття н. е.) зарубинецької культури (у 2 км на захід від села) свідчить про заселення цих місць з давніх-давен.

### Велике князівство Литовське
За писемними джерелами поселення відоме з XVI століття як село в Речицькому повіті Мінського воєводства Великого князівства Литовського, на шляху Рогачов — Гомель, у володінні Чорторийських.

### Російська імперія

#### Фельдмаршали
Після першого поділу Речі Посполитої (1772) входить до складу Російської імперії. Поселення входило до складу Богуславської економії Гомельського маєтку генерал-фельдмаршала графа Петра Олександровича Рум'янцева-Задунайського, потім — його синів. Для Рум'янцевих була місцем літнього відпочинку. У 1811 році побудована цегляна Микитівська церква, з 1824 року діяла церковнопарафіяльна школа, для якої в 1825 році побудовано власну будівлю. У 1834 володіння фельдмаршала князя Івана Федоровича Паскевича. 

#### Гомельська губернія
Була центром волості (до 9 травня 1923 року) у Білицькому, з 1852 року Гомельському повіті Могильовської, з 26 квітня 1919 року Гомельської губернії. До складу волості в 1890 році входило 16 населених пунктів із загальною кількістю 1611 дворів. З 1880 році діяв хлібний магазин. У сільському народному училищі 1889 року 60, а 1902 року — 90 учнів. На Мінській виставці з садівництва та городництва школа у 1908 році отримала похвальний лист. Тяжким для мешканців був 1893 рік, коли 20 червня згоріло 29 дворів. Відповідно до перепису 1897 року розташовувалися: винна крамниця, шинок. У 1909 році 2038 десятин землі, млин, при народному училищі були пасіка для навчання бджільництву.

### СРСР

#### Початок радянського періоду
1926 року працювали поштовий пункт, початкова школа, крамниця. З 8 грудня 1926 року центр Поколюбицької сільської ради Гомельського району Гомельського округу (до 26 липня 1930 року), з 20 лютого 1938 року Гомельської області. 
У 1929 році організовано колгосп «Красная Нива», працювали торфодобувна артіль, цегельний завод (1930), кузня (1931), вітряк. 
У 1939 році до села приєднані селища Будьонний та Соколін.

#### Німецько-радянська війна

##### Бої

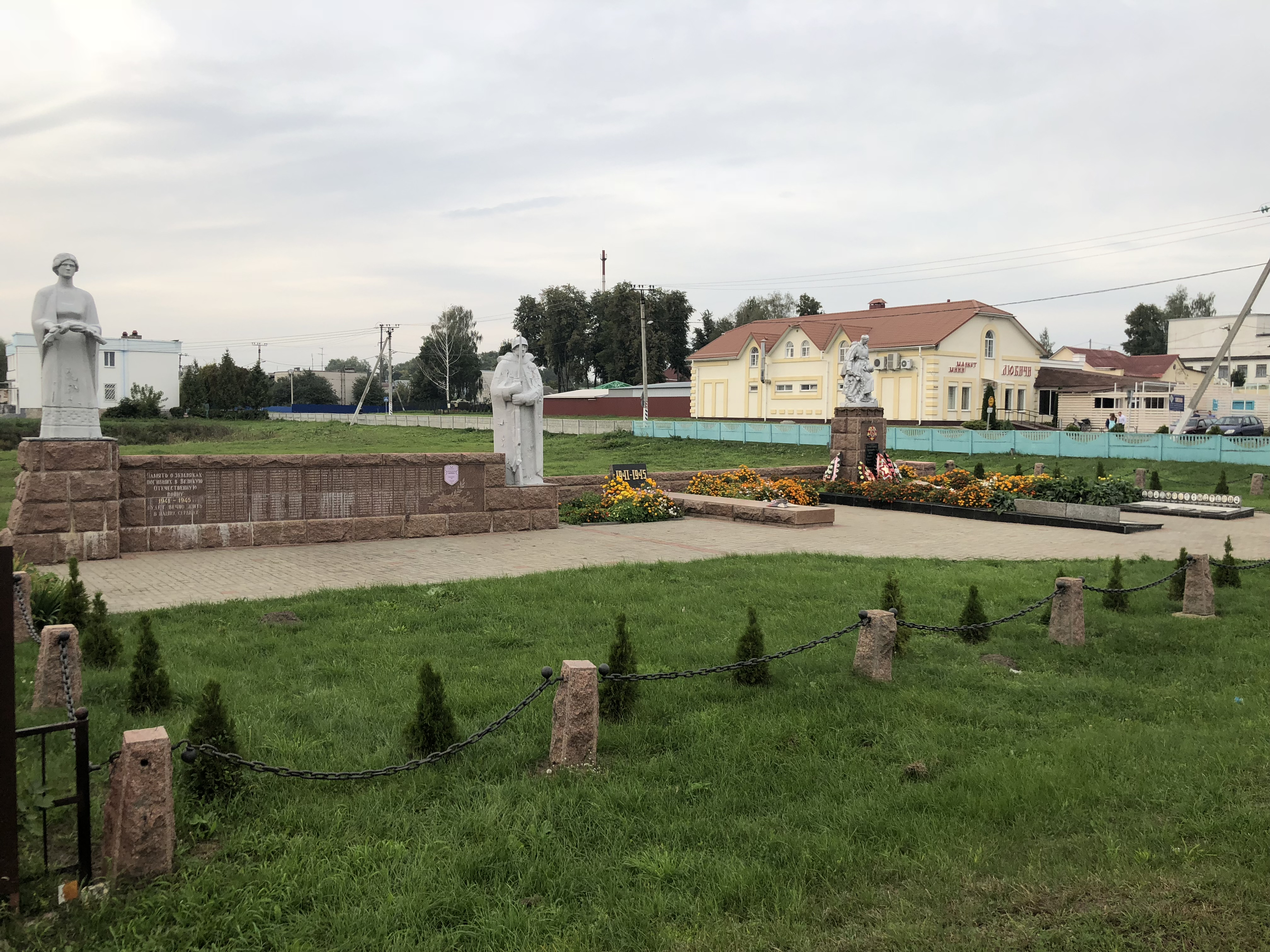
Пам'ятник загиблим у Другій світовій війні, центр села, вересень 2018 року

Під час німецько-радянської війни біля села 13-19 серпня 1941 проходила лінія оборони Гомеля, яку утримували війська 21-ї армії СРСР спільно з батальйонами полку народного ополчення. Кілька разів село переходило «з рук до рук». Німецькі окупанти у жовтні 1941 року спалили поселення, а 6 листопада 1941 року вбили 12 мешканців (поховані в могилі жертв нацизму біля Будинку культури). Сім'я Олексійченків сховала у себе 12 поранених ополченців, а після одужання вивела їх у ліс до партизанів. Тяжкі бої відбувалися 26 листопада 1943 року при звільненні села від окупантів. Загинули 518 радянських солдатів (поховані у братській могилі в центрі). На фронтах та в партизанській боротьбі загинули 294 мешканці.

#### Повоєнні роки
На згадку про полеглих, під час німецько-радянської війни, на фронтах та в партизанській боротьбі у сквері встановлено скульптурну композицію та плиту з іменами у 1967 році.
У 1959 році — центр колгоспу імені Леніна. Розташовані комбінат побутового обслуговування, млин, середня та музична школи, Будинок культури, народний музей, бібліотека, амбулаторія, ветеринарна ділянка, відділення зв'язку, 5 магазинів, лазня, дитячий садок. 
Колгоспний хор 1986 року отримав звання народного.
Діє народний музей бойової та робітничої слави.
До складу Поколюбицької сільради входили селища, що нині не існують, Орел, Соколін (до 1939), Громовой, Новики (до 1962), села Прудок, Якубовка (до 1957), міське селище Будьоновський (до 1983), Маяк (до 1997).

## Населення

### Чисельність
- 2021 — 3204 мешканців.

## Пам'ятки
- Церква Святого Микити (1992)
- Братська могила радянських воїнів і партизанів (1943) —  Історико-культурна цінність Республіки Білорусь, шифр 313Д000216
- Пам'ятник захисникам Гомеля й землякам, що загинули у Велику Вітчизняну війну
- Пам'ятки зарубинецької культури поблизу Поколюбичів[3]

## Відомі уродженці
- Іван Кірейович Серков (1929⁣ — ⁣1998) — білоруський дитячий прозаїк, поет, сценарист і журналіст.